# Chutes de Ngo Njock Lipo
Les chutes de Ngo Njok Lipo sont situées sur le cours du Nyong, à Njock, à 10 km avant la ville d’Éseka, dans la région du Centre du Cameroun. Selon la légende populaire, les chutes portent le nom d'une femme Bassa aux pouvoirs occultes qui y vivait. Autrefois, ces chutes étaient utilisées pour y jeter les personnes accusées de sorcellerie. De nos jours, elles constituent l'attraction touristique majeure de la commune d'Eséka.

## Potentiel hydroélectrique
Deuxième bassin fluvial du Cameroun après celui de la Sanaga, le bassin du Nyong dispose d'une superficie de 27 900 km2. Prenant sa source vers 700 mètres d'altitude à proximité d'Abong-Mbang et avec une longueur totale de son cours d'environ 670 km , le Nyong traverse plusieurs chutes rapides dont les plus importantes sont les chutes de Mpoume proches de Makak et celles de Njock à côté d’Eseka. Au niveau de la chute de Ngo Njock Lipo, le fleuve Nyong descend de l'altitude 620 m à l'altitude de 150 m, sur une distance de 75 km. Un projet de construction d'un barrage hydroélectrique de la chute de Ngo Tjock Lipo sur le Nyong est en gestion avant 2013. Cet aménagement hydroélectrique d'une puissance de 200 MW qui couvrira les six régions du Centre, du Sud, du littoral, de l’Ouest, du Sud-Ouest et du Nord-Ouest permettra de augmenter le taux d'accès à l’énergie électrique des populations. Des financements de 270 millions d'euros sont recherchés par le gouvernement camerounais pour concrétiser ce projet.